# Poder i santedat
Poder i santedat és una obra de teatre dirigida per Paco Azorín, estrenada el 2020 a València, adaptació del llibre homònim de Manuel Molins i Casaña. L'obra critica l'Església Catòlica Romana, tractant-la com a institució corrupta, masclista, homòfoba i insolidària, especialment allunyada de la realitat social.

## Obra escrita
La peça fou escrita en origen per Manuel Molins amb el títol «Poder i santedat (Els àngels de Sodoma)» i publicada l'any 2017 per Edicions Tres i Quatre. Aquell mateix any obtingué el Premi Pere Capellà de teatre, denominació del Premi Octubre de teatre.

### Argument
L'obra planteja temes incòmodes i incisius sobre el paper de l'Església Catòlica Romana com a màxima entitat representativa del catolicisme, fent especial èmfasi en aquells postulats i actituds lluny de la realitat social en la que viu. En aquest sentit, l'obra adopta una postura crítica en aquelles matèries en les que es posiciona de forma discriminatòria o agressora, ja sigui amb els drets de les dones, tant dins com fora de la litúrgia; els drets del col·lectiu LGBTI o l'abús sexual infantil d'alguns dels seus sacerdots. Al mateix nivell es plantegen altres qüestions com la corrupció econòmica a l'Església o la dimissió al Papat de Joseph Ratzinger (Benet XVI).

## Producció i estrena teatral
L'obra comptà amb la producció de la Diputació de València i l'Institut Valencià de Cultura i s'estrenà al Teatre Principal de València (l'Horta) del 16 d'octubre al 8 de novembre de 2020. Posteriorment, el 13 de desembre de 2020, es representà al Teatre Principal de Castelló de la Plana.

## Repartiment
Els intèrprets de participaren a la versió d'estrena foren:
| Intèrpret           | Personatge                 |
| ------------------- | -------------------------- |
| Borja López Collado | Lucio Pacelli              |
| Victòria Salvador   | Angelica Duce              |
| Andrés Navarro      | Enrico Pacelli             |
| Pep Sellés          | Cardenal Nero              |
| Joan Daròs          | Raffaele Scarano           |
| Errecé              | Àngel 1                    |
| Lucía Aibar         | Àngel 2                    |
| Isabel Rocatti      | Marta Martini              |
| Rafael Calatayud    | Kasper / Ratzinger         |
| Bruno Tamarit       | Karol Kamiski              |
| Marta Santandreu    | Melanie / Daniela          |
| Àngels Fígols       | Paul Weigel / Bergoglio    |
| Arantxa Pastor      | Agatha Tornay / Mare Karol |
| Guillem Duquette    | Músic en escena            |

## Crítica
L'any 2018 algunes crítiques literàries es manifestaren sobre l'obra de Molins. Lucía Ramírez, de la revista digital Núvol, manifestà que «la pluralitat tant de protagonistes com de recursos lingüístics (prosa de pensament, periodística i estàndard, mètrica típica i bíblica) ajuda molt a fer un retrat complet i complex». Per la seva banda, Josep Franco, del diari digital La Veu, exposà que «els àngels de Sodoma ens permet conéixer les interioritats del Vaticà amb una trama brillant, uns espais escènics dignes d'una pel·lícula de Visconti i uns personatges vivíssims».
No obstant això, no fou fins a la inauguració de l'obra de teatre l'any 2020 que patí crítiques negatives, majoritàriament per part de sectors pro-catòlics. En aquest sentit, a principis d'octubre, l'arquebisbe de València, el cardenal Antonio Cañizares, publicà una carta al setmanari La paraula, en la que afirmà: «Déu no ha mort. He de proclamar-ho davant del missatge nefast de Nietzsche, amb tant gravíssimes conseqüències per a la humanitat i la derrota i ruïna de l'home, o el de Manuel Molins i Francisco Azorín a la seva obra teatral, que finançada lamentablement per organismes oficials valencians, en clara violació del dret inalienable de llibertat religiosa serà representada en un teatre de València. Cal dir-ho amb tota claredat».
A més a més, el col·lectiu Abogados Cristianos no només mostrà el seu rebuig sinó que denuncià a Antoni Francesc Gaspar, president de la Diputació de València; a Abel Guarinos, president de l'Institut Valencià de Cultura; a Manuel Molins com a creador de l'obra; i a Paco Azorín, com a director de l'adaptació teatral, per un delicte contra els sentiments religiosos i, als dos primers, també per un delicte de prevaricació. Els juristes sol·licitaren mesures cautelars al Jutjat per a demanar la retirada de l'obra perquè «ofèn als sentiments religiosos», així com manifestaren que «en el cartell de la peça teatral es consumen ja els dos delictes denunciats ja que reconeix anar en contra l'Església Catòlica i acusa a la seva màxima autoritat i a la cúria romana de pederàstia».
En la mateixa línia, José Luis Albiach, president de la Germandat de Seguidors de la Mare de Déu, la qualificà de «despropòsit» i mostrà el «rebuig total» al cartell de l'obra, el qual considerà impropi tant per a la religió com per als infants. També recriminà que l'obra d'art estigué «pagada amb diner públic, de tothom». Un altre col·lectiu de matriu catòlica que criticà negativament el cartell de l'obra fou Vicenta Rodríguez, presidenta de l'Associació d'Escoles Catòliques, que manifestà: «la llibertat d'expressió està molt bé, però fer un cartell que fereix la sensibilitat dels catòlics em sembla innecessari».
En contraposició, Abel Guarinos, president de l'Institut Valencià de Cultura, considerà que «no hi ha raó per a posposar o anul·lar l'obra» perquè «no intenta ofendre a ningú» ja que «és un text que defensa els valors humanistes del cristianisme».